# 船寺通
船寺通（ふなでらどおり）は兵庫県神戸市灘区の町名の一つで、同区南西部、河原字船寺後・船寺谷、森字池ノ下・道ノ下・寺ノ脇と味泥字道端・飯ウルシ・端道・源之前・下飯田・中アセコ・下アセコ・岩屋字水戸などから成立した。

## 地理
東は都賀川を挟み阪神本線以北は鹿ノ下通で以南は大石東町、南は東から順に大石北町、都通、西は西郷川を挟み岩屋北町、北は（東部で国道2号を境界として）灘南通。東から順に一～六丁目がある。

## 由来
船寺八幡とその神宮寺である船寺から地名となった。
『有馬郡誌』の高平村大舟山の項に「古の羽束（はつか）郷の中にありて、山上に船寺ありしが今は波豆川に移せり。大舟山の名は一郷の中に浮べる船のごとくなれば、その名あり。山の鎮守たりし八幡神社は菟原郡大石川の西に移せり」と船寺が元々現・三田市域にあったと述べている。
一方地元では船寺の由来については語られず船寺八幡の縁起だけが伝わる。今日の船寺八幡の社地は古代には敏馬ヶ崎の東に隠れた入り江で深渕（ふかぶち）と呼ばれていて、神功皇后が三韓征伐の帰途ここに船を入れて風波が静まるのを待ったという伝説があり、社伝によれば永保2年（1082年）、源義家が都賀野の公文に命じて皇后遺跡に八幡宮を建てさせたという。
『神戸の町名』によれば船寺の名は文明元年（1469年）の「都賀荘寺庵帳」に名前が見え、相当古いものであるという。
深淵は寛政年間（1789～1801年頃）に船寺谷と改名された。
船寺は明治元年の神仏分離令で廃寺となり、河原村の氏神だった八幡宮が船寺神社として独立した。

## 人口統計
令和2年国勢調査（2020年10月1日）における世帯数830、人口1,415で内男性708人・女性707人。

## 施設
- 船寺神社
- 阪神電鉄：大石駅、西灘駅
- 神戸市立原田中学校
- 神戸市立西灘小学校